# 三浦恵子
三浦 恵子（みうら けいこ、1975年3月16日 - ）は、日本のホッケー選手。
岐阜県岐阜市出身。川崎重工業航空宇宙システムカンパニー所属。ポジションはディフェンダー。ペナルティーコーナーのシューターも務め、世界にも通じる豪快なシュートを放つ。

## 来歴
岐阜女子商業高校（現：岐阜各務野高校）でホッケーを始め、東海女子大学（現：東海学院大学）1年時に最年少で日本代表入り。
卒業後、ゴールドウインに入社。1999年には日本リーグ、社会人、全日本、国体の四冠を獲得。
2000年限りで休部となったため、翌年にはソニー一宮ブラビアレディース（ソニーイーエムシーエス一宮テック）に移籍。
2004年のアテネオリンピックで主将を務め、2008年の北京オリンピックにも出場を果たした。
北京オリンピック終了後の2008年8月20日、2008年シーズン限りでの引退を表明した。引退後は指導者を目指すという。
2013年にソニー一宮ブラビアレディース（ソニーイーエムシーエス一宮テック）を退部し、2015年からは川崎重工業航空宇宙システムカンパニーに所属している。